# 아이소쿠마린
아이소쿠마린(영어: isocoumarin)은 천연 유기 화합물의 일종인 락톤이다. 1H-2-벤조피란-1-온(영어: 1H-2-benzopyran-1-one) 또는 3,4-benzo-2-pyrone(영어: 3,4-benzo-2-pyrone)이라고도 한다.

## 알려진 천연 화합물
- 툰베르기놀 A
- 툰베르기놀 B

다이하이드로아이소쿠마린
- 하이드란게놀
- 필로둘신
- 툰베르기놀 C
- 툰베르기놀 D
- 툰베르기놀 E
- 툰베르기놀 G
- 유도체인 3-아세틸-3,4-다이하이드로-5,6-다이메톡시-1H-2-벤조피란-1-온(3-acetyl-3,4-dihydro-5,6-dimethoxy-1H-2-benzopyran-1-one)은 중국 전통의학의 50가지 기본 약초 중 하나인 황백(黃柏, Phellodendron chinense)에서 발견된다.[1]

## 같이 보기
- 쿠마린